# 딕 헤임즈
딕 헤임즈(Dick Haymes, 본명은 리처드 벤저민 헤임즈(Richard Benjamin Haymes), 1918년 9월 13일 ~ 1980년 3월 28일)는 미국에서 활동한 아르헨티나의 영화배우, 싱어송라이터, 뮤지컬 배우, 방송인이다.

## 생애
미국 싱어송라이터 겸 영화배우 밥 헤임즈(Bob Haymes)의 형이기도 한 그는 1918년 9월 13일 아르헨티나의 수도 부에노스아이레스에서 거주하고 있던 미국인 아버지와 아일랜드인 어머니 사이에서 출생하였고 3세 때였던 1921년에 부모와 함께 미국 뉴욕주 뉴욕 시티로 건너갔으며 1935년 미국 영화 《Mutiny of the bounty》의 단역으로 영화배우 데뷔하였고 그로부터 3년 후 1938년 영화 《Dramatic school》에도 단역으로 출연하여 본격 영화배우 활동을 시작하였으며 1941년 가수로 데뷔하였고 1945년 영화 《State fair》에 주연하여 일약 스타덤에 올랐으며 1951년 뮤지컬 배우로 데뷔하였다.
가수로써는 영어와 스페인어로 노래를 불러 히트한 그는 미국에서 배우 겸 가수로 활동하였으나 일생을 아르헨티나 시민권자 신분으로 미국에 거주하였다.